# Tanycoryphus forticaudis
Tanycoryphus forticaudis är en stekelart som först beskrevs av Cameron 1906.  Tanycoryphus forticaudis ingår i släktet Tanycoryphus och familjen bredlårsteklar. Inga underarter finns listade i Catalogue of Life.